# Суфражистка (фільм)
«Суфражистка» (англ. Suffragette) — британський історико-драматичний фільм 2015 року Сари Геврон про зародження суфражистського руху наприкінці XIX — на початку XX ст. та життя його ключових представниць: лідерки суфражисток Еммелін Панкгерст, трагічну загибель Емілі Девісон. У головних ролях — Кері Малліган, Гелена Бонем Картер, Брендан Глісон, Енн-Мері Дафф, Бен Вішоу та Меріл Стріп.

## У ролях
- Кері Малліган — Мод Воттс[7]
- Гелена Бонем Картер — Едіт Нью[8]
- Меріл Стріп — Еммелін Панкгерст[6]
- Наталі Прес — Емілі Девісон
- Енн-Мері Дафф — Вайолет Міллер[9]
- Бен Вішоу — Сонні Воттс[9]
- Брендан Глісон — Стід[9]
- Адріан Шиллер — Девід Ллойд Джордж
- Адам Нагайтіс — містер Каммінс

## Виробництво

### Кастинг
Кері Малліган була призначена на головну роль 24 лютого 2013 року. Пізніше, 20 грудня 2013 року, роль отримала Гелена Бонем Картер. 19 лютого 2014 року Меріл Стріп була призначена на роль лідерки британського суфражистського руху Еммелін Панкгерст. 20 лютого 2014 року до акторського складу приєднались Бен Вішоу і Брендан Глісон.

### Зйомки
Зйомки почались 24 лютого 2014 року в Лондоні.

## Визнання
| Нагороди та номінації фільму «Суфражистка» | Нагороди та номінації фільму «Суфражистка» | Нагороди та номінації фільму «Суфражистка» | Нагороди та номінації фільму «Суфражистка» | Нагороди та номінації фільму «Суфражистка» | Нагороди та номінації фільму «Суфражистка» |
| Рік                                        | Нагорода                                   | Категорія                                  | Номінант                                   | Результат                                  | Дж                                         |
| ------------------------------------------ | ------------------------------------------ | ------------------------------------------ | ------------------------------------------ | ------------------------------------------ | ------------------------------------------ |
| 2016                                       | Європейський кіноприз                      | Найкращий художник-постановник             | Еліс Нормінгтон                            | Перемога                                   | [ 10 ]                                     |